# Máximo Mujica
Máximo Mujica Echaurren; político chileno. Nació en Santiago en 1812. Falleció en la misma ciudad en 1872. Se graduó de abogado el 15 de febrero de 1833. 
Fue juez del crimen de Santiago; miembro de la Comisión Revisora del Código Civil; ministro de la Corte de Apelaciones de Santiago; fiscal acusador de la ”Sociabilidad Chilena”, obra de Francisco Bilbao.
En 1849 clausuró la antigua Academia de Leyes. Fue nombrado ministro de Justicia, Culto e Instrucción Pública (julio de 1850). Diputado por Los Andes y San Felipe en 1852-1855 y senador de la República en 1855-1864, representando al Partido Liberal en la provincia de Valparaíso. Ocupó la vicepresidencia del Senado en 1862.